# Circondario di Ostalb
Il circondario di Ostalb (in tedesco Ostalbkreis) è uno dei circondari dello stato tedesco del Baden-Württemberg.
Fa parte del distretto governativo di Stoccarda.

## Città e comuni
(Abitanti il 31 dicembre 2022)
| Comuni 1. Aalen (68 816) 2. Bopfingen (11 755) 3. Ellwangen (Jagst) (25 678) 4. Heubach (10 063) 5. Lauchheim (4 827) 6. Lorch (11 003) 7. Neresheim (8 064) 8. Oberkochen (8 002) 9. Schwäbisch Gmünd (62 325) | Comuni 1. Abtsgmünd (7 582) 2. Adelmannsfelden (1 731) 3. Bartholomä (2 126) 4. Böbingen an der Rems (4 691) 5. Durlangen (2 810) 6. Ellenberg (1 786) 7. Eschach (1 902) 8. Essingen (6 503) 9. Göggingen (2 571) 10. Gschwend (4 933) 11. Heuchlingen (1 872) 12. Hüttlingen (6 185) 13. Iggingen (2 599) 14. Jagstzell (2 335) 15. Kirchheim am Ries (1 850) 16. Leinzell (2 083) 17. Mögglingen (4 339) 18. Mutlangen (6 886) 19. Neuler (3 268) 20. Obergröningen (431) 21. Rainau (3 472) 22. Riesbürg (2 318) 23. Rosenberg (2 690) 24. Ruppertshofen (1 907) 25. Schechingen (2 220) 26. Spraitbach (3 399) 27. Stödtlen (1 855) 28. Täferrot (1 029) 29. Tannhausen (1 851) 30. Unterschneidheim (4 945) 31. Waldstetten (7 231) 32. Westhausen (6 164) 33. Wört (1 534) |